# Aspidistra obconica
Aspidistra obconica är en sparrisväxtart som beskrevs av C.R.Lin och Yan Liu. Aspidistra obconica ingår i släktet Aspidistra och familjen sparrisväxter. Inga underarter finns listade i Catalogue of Life.